# Castillo de Fleckenstein

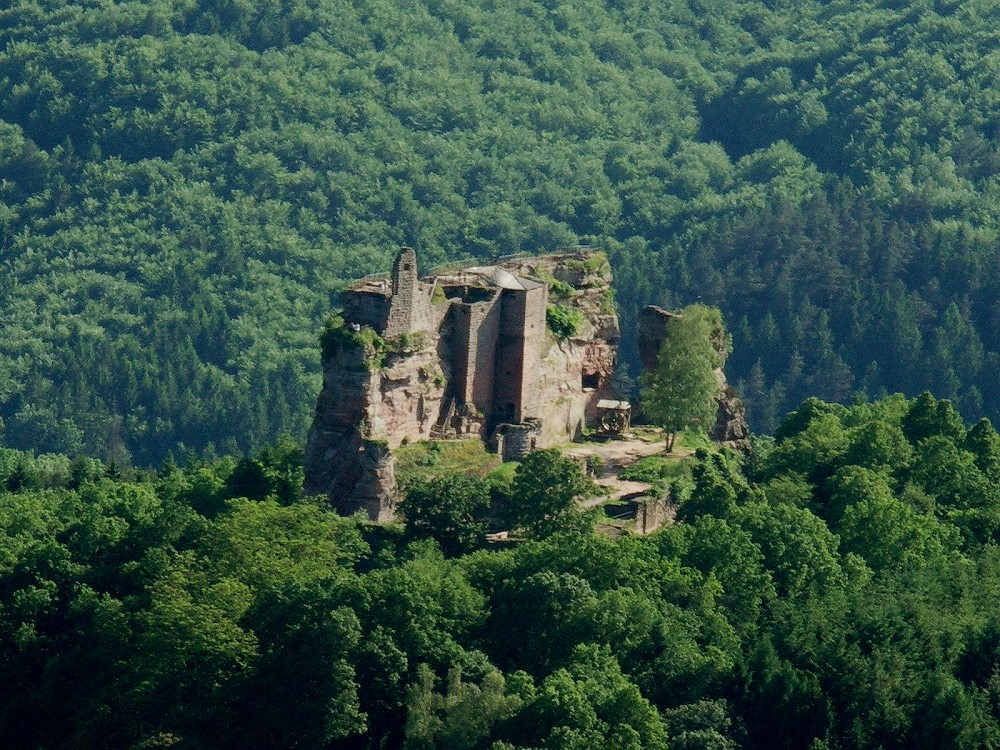
El Castillo de Fleckenstein visto desde el Castillo de Hohenbourg

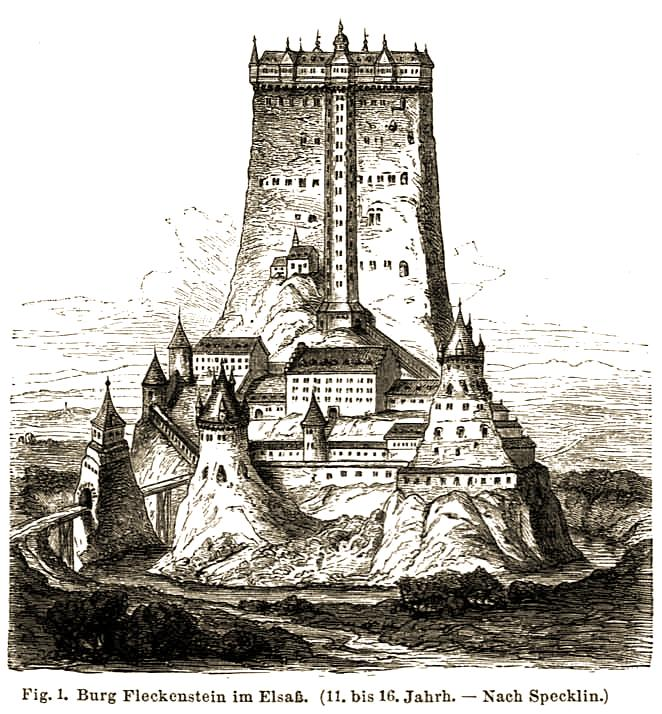
Dibujo de Fleckenstein realizado por Specklin

El castillo de Fleckenstein es un castillo en la comuna de Lembach, en el departamento de Bas-Rhin en Francia. Esta fortificación fue construida en la forma de un gran barco de 52 metros de largo. El castillo fue construido en arenisca en la Edad Media. Un sistema ingenioso de recolección del agua de lluvia alimentaba una cisterna y permitía que el agua y otras cargas se movieran a los pisos superiores.

## Historia
El castillo de Fleckenstein existió desde el año 1165. Fue nombrado así debido al apellido de la familia que fueron propietarios del lugar hasta la muerte del último varón heredero en 1720 cuando pasó a la familia Vitzthum d'Egersberg. La familia tenía un señorío que consistía en 4 pequeños territorios en el departamento de Bas-Rhin. En 1807, la propiedad pasó a manos de J.-L. Apffel y en 1812 al general Harty, barón de Pierrebourg (el término francés para Fleckenstein: ciudad de piedra). En 1919 pasó a ser propiedad del estado francés.
La roca y el castillo han sido modificados y modernizados varias veces. Del castillo romanesco permanece los escalones de roca, las habitaciones trogloditas y una cisterna. La parte inferior de la torre data del siglo XIII o del siglo XIV, el resto del castillo data del siglo XV y XVI. La puerta interior en la corte inferior tiene una inscripción desvanecida con el año 1407 o 1427; la puerta exterior tiene inscripto el año 1429 o 1428. La torre está decorada con un escudo de Friedrich von Fleckenstein (fallecido en 1559) y los de su segunda esposa, Catherine von Cronberg (casada en 1537).
El castillo del siglo XVI fue modernizado entre 1541 y 1570, y fue compartido por las dos ramas de la familia Fleckenstein. Algunos documentos del siglo XVI describen al castillo y a una copia en acuarela del año 1562 que muestra su apariencia en ese periodo. El castillo fue destruido en 1689 por el general Ezechiel du Mas, Conde de Melac. Un trabajo de restauración fue llevado a cabo después de 1870, alrededor de 1908 y nuevamente en 1958.
El castillo de Fleckenstein pertenece a la lista de monumentos históricos nacionales del Ministerio de Cultura de Francia desde 1898.